# Otilino Tenorio
Otilino George Tenorio (Guayaquil, 1 februari 1980 – Patricia Pilar, 7 mei 2005) was een profvoetballer uit Ecuador. Hij overleed op 25-jarige leeftijd bij een auto-ongeluk in zijn land. Tenorio gold als een van de spraakmakende spelers van de Ecuadoraanse competitie en het nationale elftal.

## Clubcarrière
Tenorio sloot zich als elfjarige aan bij Emelec uit Guayaquil. In 1998 maakte de aanvaller zijn debuut in het eerste elftal waar hij al gauw opviel door zijn neus voor de goal en zijn manier van juichen. Na het maken van een doelpunt zette hij vaak een masker van de stripheld Spiderman op om zijn doelpunt te vieren, een gewoonte waar hij zijn bijnamen El Enmarascado (De Gemaskerde) en Spiderman aan overhield. In 2004 verruilde hij Emelec voor het Saoedische Al-Nassr, maar een jaar later keerde hij alweer terug om te gaan voetballen bij El Nacional.

## Interlandcarrière
Tenorio maakte zijn debuut voor het nationale elftal op 16 oktober 2002 tegen Costa Rica. Zijn laatste wedstrijd was op 4 mei 2005 tegen Paraguay, drie dagen voor hij om het leven kwam. In totaal kwam Tenorio dertien keer uit voor Ecuador en scoorde hij vijf maal.

## Herdenking op WK 2006
Tijdens de groepswedstrijd van het WK 2006 tussen Ecuador en Costa Rica (3-0) was het aanvaller Iván Kaviedes die opviel nadat hij het derde doelpunt had gemaakt. Kaviedes herdacht zijn voormalig ploeggenoot Tenorio door een Spiderman-masker op te zetten.

## Erelijst
Emelec
- Campeonato Ecuatoriano

2001, 2002